# Menjamel de Seram
El menjamel de Seram (Lichmera monticola) és un ocell de la família dels melifàgids (Meliphagidae).

## Hàbitat i distribució
Habita boscos de les muntanyes de l'illa de Seram, a les Moluques meridionals.